# Marcallo con Casone
Marcallo con Casone település Olaszországban, Lombardia régióban, Milánó megyében. Lakosainak száma 6222 fő (2023. január 1.). Marcallo con Casone Boffalora sopra Ticino, Magenta, Ossona, Santo Stefano Ticino, Bernate Ticino és Mesero községekkel határos.

## Népesség
A település lakossága az elmúlt években az alábbi módon változott:
| Lakosok száma | 6198 | 6254 | 6250 | 6222 |
|               | 2013 | 2017 | 2018 | 2023 |